# Червоненська селищна територіальна громада
Червоненська селищна територіальна громада — територіальна громада України, в Бердичівському районі Житомирської області. Адміністративний центр — селище Червоне.

## Загальна інформація
Кількість населення — 5 896 осіб (2022).
Станом на 2018 рік, площа території громади становила 157,97 км², кількість населення — 5 731 особа.

## Географія
Територією громади протікає річка Пустоха.

## Населені пункти
До складу громади входять 1 селище (Червоне) і 6 сіл: Великі Мошківці, Глинівці, Забара, Котівка, Крилівка, Малі Мошківці.

## Старостинські округи
- Великомошковецький
- Глиновецький
- Забарський
- Крилівський
- Маломошковецький[3]

## Історія
Утворена 10 серпня 2015 року в рамках адміністративно-територіальної реформи 2015—2020 років. До складу громади ввійшли Червоненська селищна рада та Великомошковецька, Глиновецька, Забарська, Крилівська, Маломошковецька сільські ради Андрушівського району. 14 серпня 2015 року утворення громади затверджене рішенням Житомирської обласної ради.
Склад громади підтверджено розпорядженням Кабінету Міністрів України № 711-р від 12 червня 2020 року «Про визначення адміністративних центрів та затвердження територій територіальних громад Житомирської області».
Відповідно до постанови Верховної Ради України № 807-IX від 17 липня 2020 року «Про утворення та ліквідацію районів», громада увійшла до складу новоствореного Бердичівського району Житомирської області.